# Alaskozetes antarcticus
Alaskozetes antarcticus ist eine Milbenart, die ausschließlich in der Antarktis und den vorgelagerten Inseln zu finden ist. Sie stellt hier eine der auffälligsten der etwa 70 dort lebenden Milbenarten dar, da sie besonders auf der Antarktischen Halbinsel in sehr großen Massen auftauchen kann. Sie lebt vor allem auf moosbewachsenen Steinen, den so genannten Nunatakkern, und ist hellrot gefärbt.
Die Milben sind an ihren Lebensraum durch eine sehr stark ausgeprägte Kältetoleranz und einen verlangsamten Stoffwechsel angepasst. 